# 壳孢层腹菌
壳孢层腹菌（学名：Hymenogaster mischosporus）是属于伞菌目层腹菌科层腹菌属的一种担子菌。该种分布于中国、德国等地。